# EinsPlus Charts
Die EinsPlus Charts  waren eine Musiksendung des öffentlich-rechtlichen Senders EinsPlus. In der Sendung wurden die Top 10 der deutschen Charts und auch neue Musikvideos gespielt. Die Moderatoren waren Siham El-Maimouni und Kemal Goga. El-Maimouni löste Marie Nasemann ab, die die Sendung Ende 2013 verließ.
Die Sendung dauerte 30 Minuten und wurde immer freitags um 21:15 Uhr ausgestrahlt. Nach der Ausstrahlung einer neuen Folge gab es Wiederholungen. Wegen der Einstellung von EinsPlus zum 1. Oktober 2016 wurde die Musikshow eingestellt.

## Wiederholungen
Bis zur Einstellung von Einstellung von EinsPlus wurde die Sendung zu folgenden Zeiten wiederholt:
- Freitag: 23:15 Uhr
- Samstag: 21:45 Uhr
- Sonntag: 13:15 Uhr[2][3]